# Remigia inferna
Remigia inferna är en fjärilsart som beskrevs av John Henry Leech 1900. Remigia inferna ingår i släktet Remigia och familjen nattflyn. Inga underarter finns listade.